# القیر
ال قیر یک منطقهٔ مسکونی در امارات متحده عربی است که در رأس‌الخیمه واقع شده‌است.

## خصوصیات
ال قیر ۱۸۰ متر بالاتر از سطح دریا واقع شده‌است.